# Bytový dům s tělocvičnou, Lodecká 1
Bytový dům s tělocvičnou je moderní stavba, která uzavírá řadu budov v ulici Lodecká v Praze-Novém Městě. Dům od architektonického studia DAM architekti byl oceněn hlavní cenou na Grand Prix Obce architektů za rok 2011. Projekt byl vypracován mezi lety 2004 a 2007 a vybudován byl v letech 2009 až 2011. Celkové investiční náklady byly ve výši 155 milionů Kč.

## Charakteristika
Dům je specifický nejen svým vzhledem, ale i dispozičním řešením. V nejnižším patře (−2) je 12 parkovacích stání. Nad nimi je v −1. a 1. patře tělocvična, využívaná místní základní školou, sousedící s budovou. (Též je přístupná veřejnosti). Boční fasáda je charakteristická svým sendvičovým pláštěm krytým sklocementovými deskami a pozinkovanou ocelí. Přední fasáda obsahuje profilované skleněné tvárnice v přízemí, a dřevěné okenní rámy vsazené do šikmo vysazených arkýřů. Zeleň je do objektu vnesena částečným osázením plochých střech i výsadbou popínavek při vnitřních stěnách jižně orientovaných společných teras.
Dům je pavlačový, s malometrážními byty, převážně o rozloze 33 m², určenými jak startovací byty pro vykonavatele potřebných zaměstnání.